# 20180 Annakolény
20180 Annakolény è un asteroide della fascia principale. Scoperto nel 1996, presenta un'orbita caratterizzata da un semiasse maggiore pari a 2,4837315 UA e da un'eccentricità di 0,1209568, inclinata di 12,87074° rispetto all'eclittica.